# 范偉明
范偉明（FAN Wai Ming, Raymond）（1961年8月5日—），曾任引進重點企業辦公室副主任，前香港駐悉尼經濟貿易辦事處處長。

## 簡歷
范偉明中學就讀於荃灣官立中學。
范偉明所任的重要職位包括：
- 首席助理教育統籌司
- 首席助理保安司
- 保安局首席助理局長
- 經濟發展及勞工局副秘書長(經濟發展)
- 香港物流發展局秘書
- 環境保護署副署長
- 香港駐紐約經濟貿易辦事處處長
- 中央政策組策略發展委員會秘書
- 財經事務及庫務局財經事務科會議統籌小組主管
- 財經事務及庫務局副秘書長(特別職務)
- 康樂及文化事務署副署長(康樂事務)
- 香港駐悉尼經濟貿易辦事處處長